# Maria Pirwitz
Maria Pirwitz (* 29. April 1926 in Hamburg; † 19. Dezember 1984 ebenda) war eine deutsche Bildhauerin und Malerin. Sie war 30 Jahre als freiberufliche Bildhauerin in Hamburg tätig.

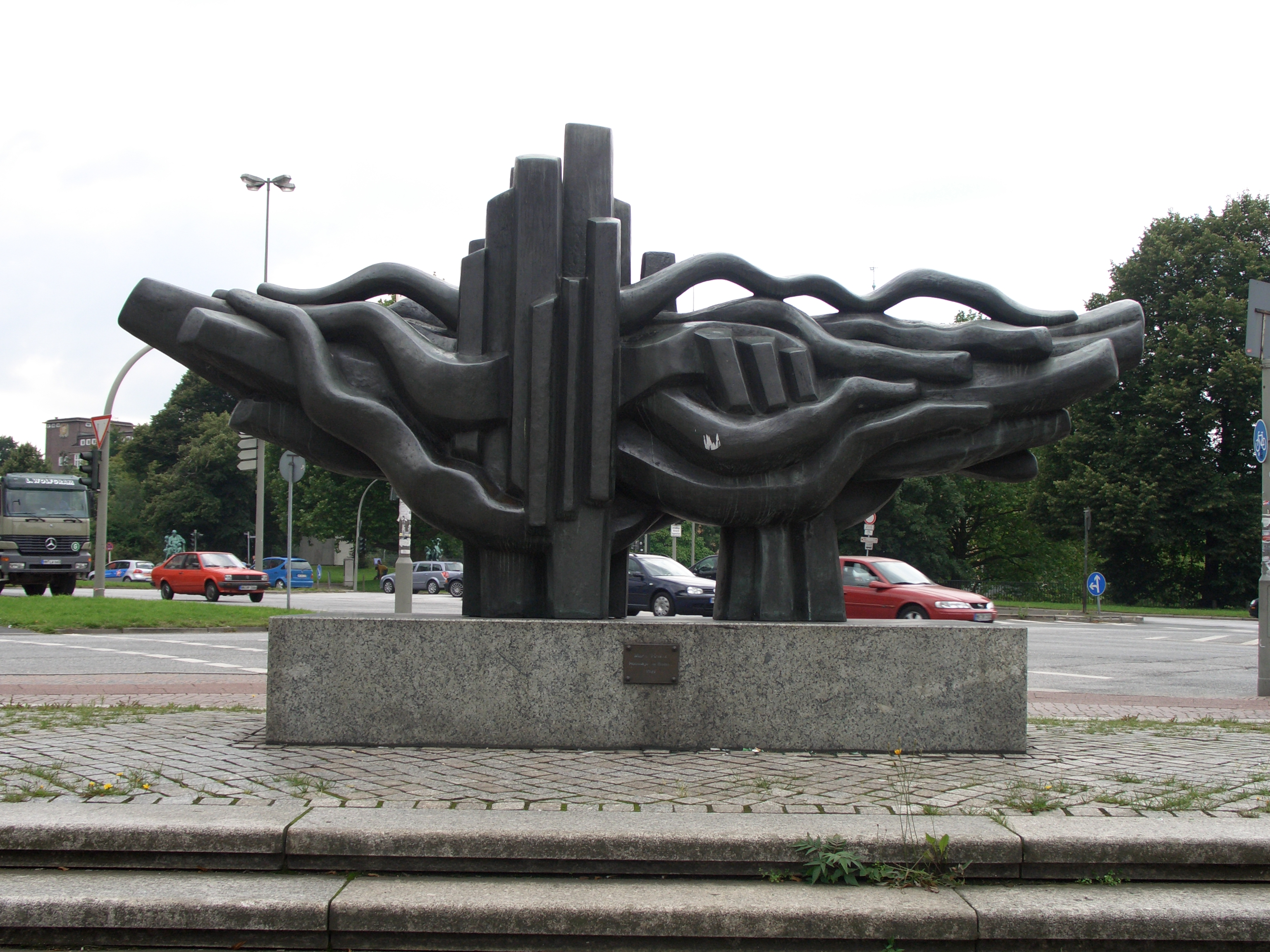
Skulptur Hommage an Brahms

## Lebenslauf
Nach ihrem Abitur begann Maria Pirwitz 1944 während des Zweiten Weltkrieges ein Studium des Zeichnens an der Staatlichen Akademie der Bildenden Künste Karlsruhe. Im selben Jahr musste sie das Studium unterbrechen, um in einem Feinmechanikbetrieb in Altona zu arbeiten. Bis 1946 war sie als Schwesternhelferin beim Roten Kreuz tätig. Von 1946 bis 1948 studierte sie Malerei an der Staatlichen Akademie der Bildenden Künste Stuttgart bei Fritz Steisslinger. 1948 wechselte sie ihr Hauptstudienfach zur Bildhauerklasse, die zunächst von Karl Hils und später von Alfred Lörcher betreut wurde. Im selben Jahr wechselte sie von Stuttgart an die Landeskunstschule in Hamburg zu Edwin Scharff, wo sie bis 1950 lernte. Um Praxiserfahrung zu erlangen, arbeitete sie zusätzlich in einem Hamburger Steinmetzbetrieb.
Im Sommer 1951 besuchte sie auf Wunsch ihres Vaters einen halbjährigen Kursus der Handelsschule und erlangte ein Abschlusszeugnis der Handelskammer Hamburg. Danach arbeitete sie bis Mitte 1952 als Fremdsprachenkorrespondentin in einer Telefonfabrik. Von 1952 bis 1953 arbeitete sie in Schweden, wo sie eine größere Intarsienarbeit für die Akademie Ransäter, eine Volkshochschule in Värmland, entwarf und ausführte. 1953 kehrte sie nach Hamburg zurück und eröffnete ein eigenes Atelier. 1958 arbeitete sie an einer Intarsienarbeit an der Eingangstür zum Sitzungssaal im Rathaus in Wolfsburg. 1960 bis 1961 trat sie eine Studienreise nach Mexiko an. Ab 1962 hielt sie sich mehrmals jährlich in Südfrankreich im Ort St. Paul de Vence auf.

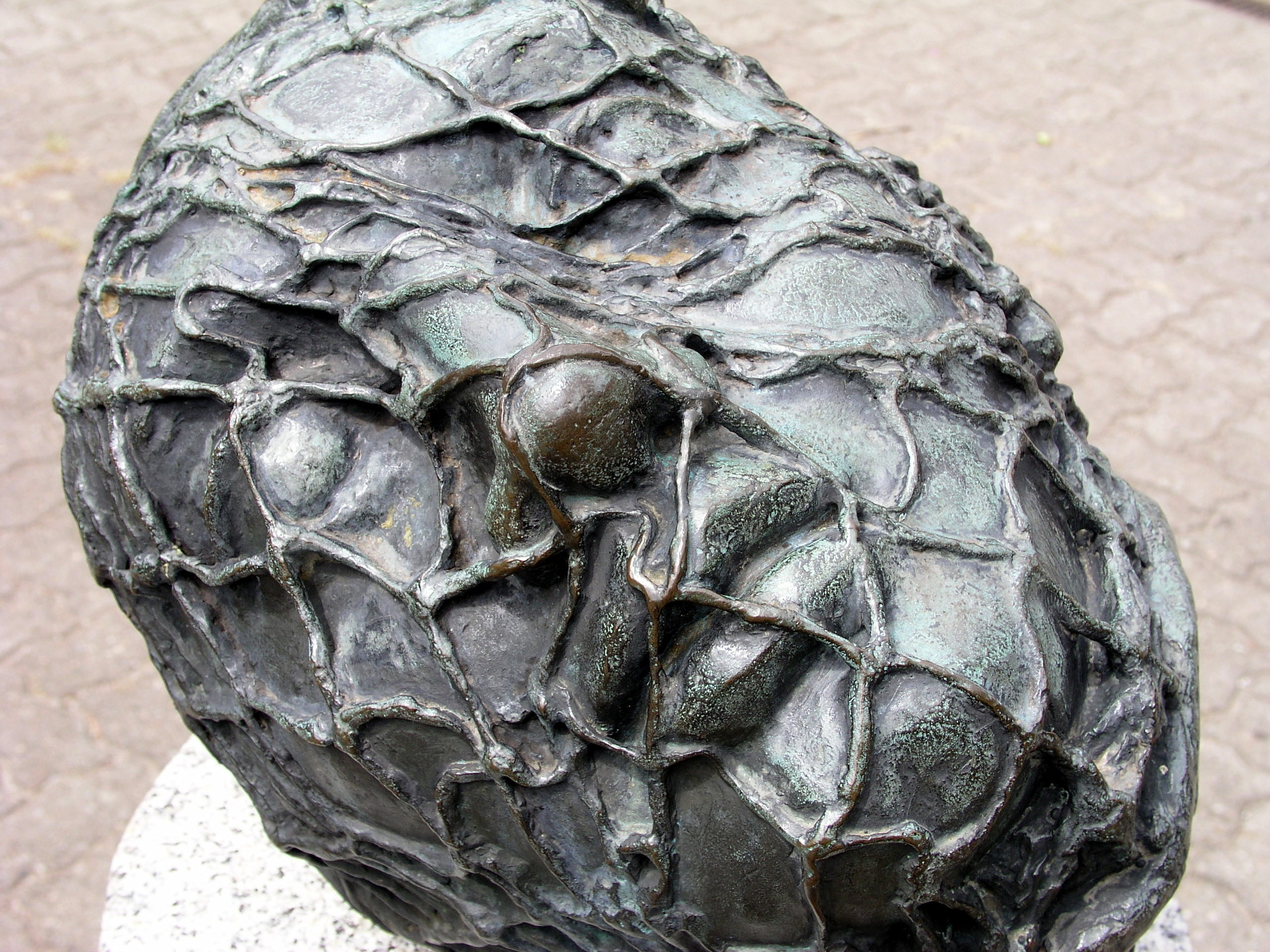
Skulptur Voila l’homme

Ab 1974 begann sie als Dozentin an der Volkshochschule in Hamburg zu arbeiten. 1978 gewann sie zweimal den Ersten Preis beim Wettbewerb des Bayerischen Raiffeisenverbandes und bei der Stiftung Kinder in Hamburg. 1979 konnte sie den ersten Preis des Wettbewerbes Brahms Gedenkstätte in Hamburg gewinnen, für den sie die bis heute auf dem Johannes-Brahms-Platz (ehemals Karl-Muck-Platz) in Hamburg zu findende Skulptur Hommage an Brahms schuf (diese wurde auch im Format 17 × 34 × 9,5 cm in unbekannter Auflage in Bronze gegossen). Im selben Jahr fand ihre letzte große Einzelausstellung in der Kunstetage der Dresdner Bank am Mühlenkamp in Hamburg statt.

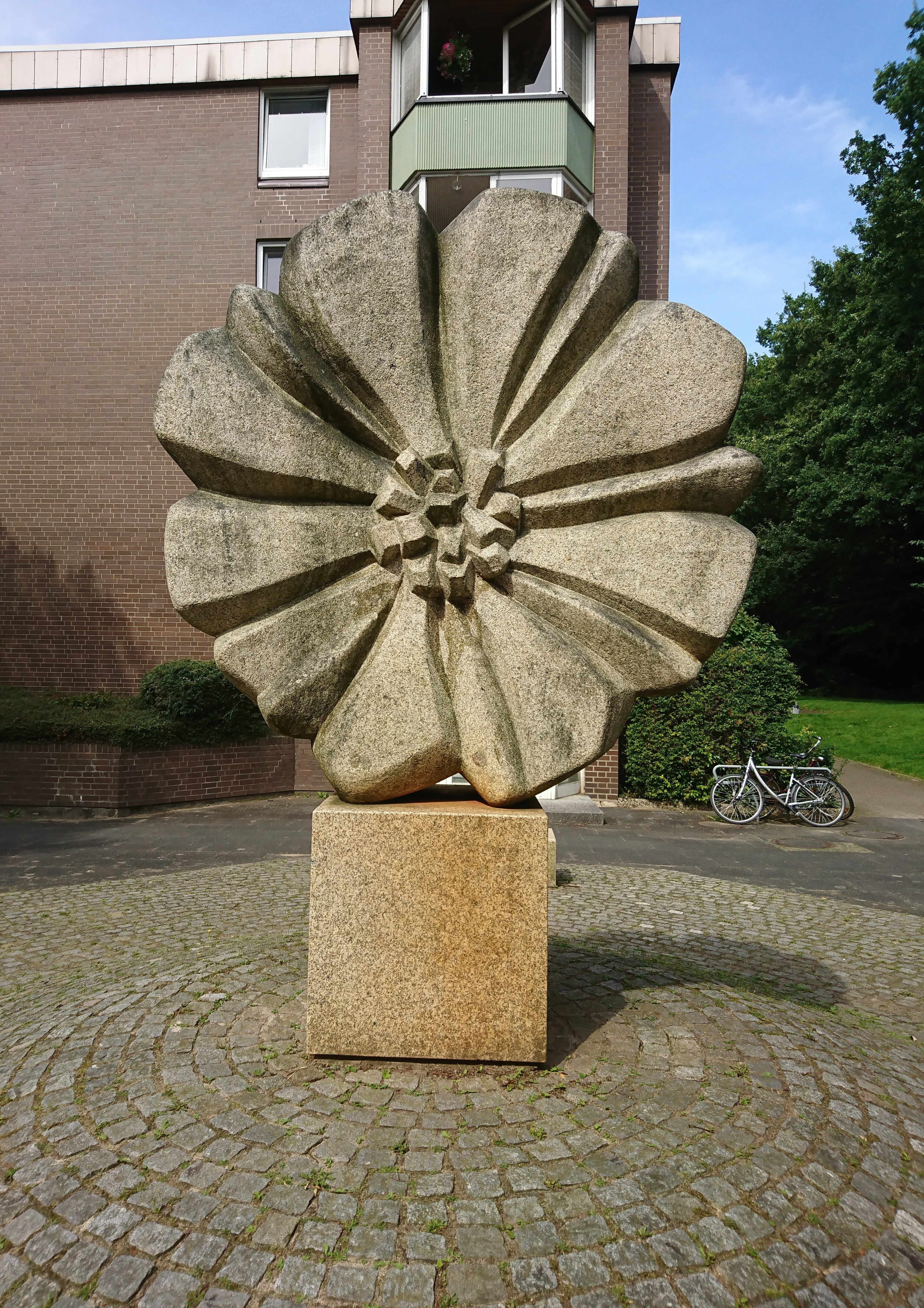
Skulptur Steinblume, Hamburg-Langenhorn

Neben ihren Bildhauerarbeiten schrieb Maria Pirwitz kleinere Geschichten und Gedichte, die posthum 1987 veröffentlicht wurden.
Maria Pirwitz fand ihre letzte Ruhe auf dem Hamburger Hauptfriedhof Altona.

## Auswahl an Werken
Werksbezeichnungen wenn möglich nach der Ankaufsliste des Programms Kunst am Bau der Baubehörde bzw. der öffentlichen Wohnungsbaugesellschaft SAGA:
- 1949 – Gerda – ägyptisch anmutendes Frauenportrait
- 1950 – Liegende – Frauenfigur aus Terrakotta (Höhe 17 cm, Länge 30 cm), in Privatbesitz
- 1950 – Stehende – Gipsfigur
- 1954 – Como – Knabenfigur
- 1956 – Marietta – Mädchen mit Kleid aus Bronze – ausgestellt an der Schule Anna Susanna-Stieg (Höhe 50 cm)
- 1956 – Sitzender Knabe – Bronze, lebensgroß
- 1958 – Regina – lebensgroße Bronzestatue. Standort:  vor der Frauenfachschule Volksdorf-Lerchenberg
- 1958 – Knabe mit Gerte – Bronzestatue, lebensgroß; Standort: Ernst-Schlee-Gymnasium
- 1964 – Ariane – sitzende Frauenfigur. Standort: Hinsbleek 12, Alten- und Pflegeheim, Poppenbüttel
- 1965 – Drachensteigen – Bronzestatue. Standort: Schulgelände Am Friedhof 14, heute Stadtteilschule Altrahlstedt, Rahlstedt
- 1966 – Krähender Hahn – Standort: Wentzelplatz, vor dem Polizeikommissariat 35 in Poppenbüttel
- 1967 – Große Sonnenstele – Standort Sonnenland 27, Schule an der Glinder Au, Billstedt
- 1969 – Aufbrechend – ineinandergreifende Bronzeskulptur
- 1970 – Großer Blumenbaum
- 1970 – Geburt der Venus – ineinandergreifende Bronzeskulptur
- 1971 – Susanne – Frauenkopf
- 1971 – Kopf im Netz oder: Voilá l´homme – Skulpturenhof Hamburg Mümmelmannsberg
- 1973 – Stele mit Kugel
- 1973 – Dr.K. – Bronzeköpf
- 1974 – Große Stehende – Bronzefigur einer nackten Frau (Höhe 200 cm). Standort: Siedlung Barmwisch in  Hamburg-Wandsbek
- 1975 – Torso im Netz
- 1975 – Grazien – drei Brunnenfiguren aus Bronze (32 cm hoch)
- 1976 – Mädchen mit Tuch – Bronzestatue, lebensgroß. Standort: Krankenhaus Barmbek in Hamburg
- 1978 – Dr. Deutsch – Bronzekopf
- 1981 – Hommage an Johannes Brahms – Bronzeskulptur aufgestellt in Hamburg auf dem Johannes-Brahms-Platz vor der Musikhalle Hamburg
- 1982 – Knabe mit Hut
- 1982 – Steinblume aus Reinersreuther Granit, Wördenmoorweg 57 in Hamburg-Langenhorn[5]
- Gipsportrait für den Steinguss der Bildhauerin Ursula Querner

Geschichten, Gedichte